# Ermanno Wolf-Ferrari
Ermanno Wolf-Ferrari, italijanski operni skladatelj nemškega rodu, * 12. januar 1876, Benetke, Italija, † 21. januar 1948, Benetke.

## Življenje
Rodil se je materi Italijanki in očetu Nemcu, ki je bil slikar. To je želel postati tudi sam, kljub temu da je obiskoval ure klavirja. Najprej je v Rimu študiral slikarstvo, nato pa je v Münchnu na tamkajšnjem konservatoriju študiral glasbo. Po vrnitvi v rodne Benetke je služboval kot dirigent, spoznal je tudi Boita in Verdija. Nekaj let kasneje je že napisal svojo prvo opero. Postal je direktor beneškega konservatorija in živel je razpet med Benetkami in Münchnom vse do prve vojne. Tedaj se je umaknil v Švico. Leta 1939 je postal profesor kompozicije na salzburškem Mozarteumu.

## Delo
V svojih operah je odlično združil slog italijanske komedije 18. stoletja, posebej Carla Goldonija in nove glasbene vplive z začetka 20. stoletja.
Pisal je tudi komorno glasbo.
Opere (izbor)
- Pepelka (1900)
- Zvedave ženske (1903)
- Štirje grobijani (1906)
- Suzanina skrivnost (1909)
- Sly (1927)
- Prebrisana vdova (1931)
- Zdrahe na trgu (1936)